# Consuelo Badillo

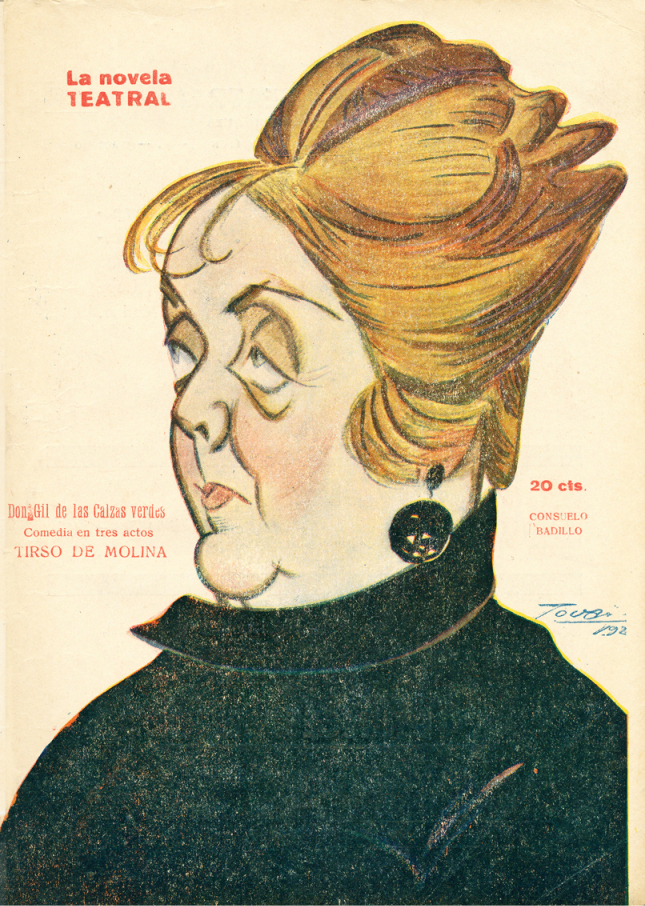
Consuelo Badillo, en una caricatura de Manuel Tovar publicada en La Novela Teatral el 12 de junio de 1921.

Consuelo Badillo (ca. 1872-Madrid, 1942) fue una actriz española de teatro en la última década del siglo xix y primer tercio del xx.

## Biografía
Nacida hacia 1872, contrajo un primer matrimonio con el director de teatro y político del Partido Liberal, Ricardo Ducazcal García —hijo de Felipe Ducazcal—, con quien tuvo tres hijos, y muerto «víctima de una apoplejía fulminante» en 1899. Ese mismo año, Consuelo retomó su carrera como actriz, iniciando una relación con el dramaturgo y actor Joaquín Dicenta Benedicto, de la que nacería Manuel (1905).
Formó parte del elenco habitual en las giras que Dicenta organizaría reponiendo el drama Juan José, estrenado en el Teatro de la Comedia de Madrid en 1895. Ese mismo año y a lo largo de ese periodo finisecular también acompañó en sus giras nacionales a la compañía de María Tubau.
Durante la primera década del siglo xx forma parte de la compañía montada por Federico Oliver y Carmen Cobeña para el Teatro Español, destacando en los estrenos de Casandra (1910) de Galdós, y la adaptación «contemporánea» de Amo y criado (1910) de Francisco de Rojas.
Entre las actuaciones más reconocidas de Consuelo Badillo, hay que recordar la interpretación de ‘sor Dorotea’ en la polémica Electra de Galdós estrenada en el Teatro Español de Madrid, el 30 de enero de 1901. En la presentación del reparto de actores se aclaraba de forma explícita que «accediendo a los deseos de la empresa y del autor, la primera actriz Doña Consuelo Badillo ha desempeñado un papel inferior a su categoría artística».
De los últimos años de su vida puede anotarse su participación en la película de Eusebio Fernández Ardavín Rosa de Madrid (1927).
Falleció en Madrid en julio de 1942 a la edad de setenta años.